# مصعب الغامدي
مصعب الغامدي مواليد 1959 مدينة بريدة في المملكة العربية السعودية عمل أستاذا لمدة الفقه والعقيدة في إحدى الجامعات السعودية الرسمية درس على يد الشيخ بن باز مادة الأصول الإسلامية تزوج الشيخ مصعب الغامدي من وفاء السدلان وله منها بنت واحدة اسمها عائشة.
هاجر مصعب الغامدي إلى أفغانستان وقاتل في صفوف طالبان وشارك القاعدة أغلب عملياتها العسكرية ثم انسحب الغامدي إلى البوسنة والهرسك وأسس هناك تنظيما صغيرا أطلق عليه اسم كتائب مكة المكرمة وأخذ هذا التنظيم أمتداه بقيادة السعودي مصعب الغامدي بدعم من زعيم القاعدة الشيخ أسامة بن لادن وبناءً على إيعاز مباشر من تنظيم القاعدة أتجه الغامدي وتنظيمه إلى الشيشان ومالبث أن تصادم هذا التنظيم مع تنظيم آخر يطلق عليه كتائب المجاهدين العرب في الشيشان الذي كان يقوده السعودي الأصل خطاب.
وسرعان ماتدخلت فصائل شيشانية لأيقاف حدة اللهجة بين التيارين وعقد صلح رسمي لهم في العاصمة الشيشانية غروزني
وظل مصعب الغامدي متفاهم ومقرب لدى خطاب الذي كان يعتبر أن مصعب الغامدي يعتمد على أسلوب رائع في التخطيط والتكتيك العسكري
بعد مقتل خطاب ومقتل خليفته الثاني أبو الوليد الغامدي سارعت القوات الشيشانية إلى الإعلان عن قيادي عربي آخر وهو الأردني من أصل فلسطيني أبو حفص الأردني وهنا سرعان مانتفض مصعب الغامدي الذي لا يثق بقيادة كل من هو ليس سلفي مثله ولأن أبو حفص الأردني لا يعتبر نفسه سلفي أو وهابي قرر مصعب الغامدي أن ينشق عن الفصائل الشيشانية.
وتدخلت دبلوماسية تنظيم القاعدة مرة أخرى لوقف هذه الحدة المتواصلة بين مصعب الغامدي وبين الفصائل الشيشانية.
إلا أن مصعب الغامدي بدء يثير عدم رضاه عن هذه الدبلوماسية معتبرآ أن كل من هو ليس بسلفي فهو ليس مؤهل لإطلاق أوامر عسكرية.
دعم مصعب الغامدي مجموعة مسلحة من أرهابيين تنظيم القاعدة لشن عمليات مسلحة في الممملكة العربية السعودية والتي يعتبرها مصعب الغامدي مملكة قائمة على سياسه غير شرعية تفتقر إلى أبسط الأمور الإسلامية.

## اقرأ أيضاً
- تنظيم القاعدة